# يمل أبوت
يمل أبوت (بالإنجليزية: Lemuel Abbott)‏  (و. 1730 – 1776 م) هو مؤلف، وكاتب من مملكة بريطانيا العظمى، توفي عن عمر يناهز 46 عاماً.